# Miss You Nights
"Miss You Nights" là bài hát nguyên gốc của Cliff Richard, viết bởi Dave Townsend.

## Phiên bản của Westlife
Westlife phát hành "Tonight" và "Miss You Nights" cùng nhau dưới dạng đĩa đơn chung mặt A năm 2003 ở Vương quốc Anh. "Miss You Nights" được phát hành trên sóng phát thanh trước "Tonight".

### Bảng xếp hạng
| Bảng xếp hạng               | Vị trí cao nhất |
| --------------------------- | --------------- |
| Châu Âu (Eurochart Hot 100) | 14              |
| Scotland (OCC)              | 3               |
| Anh Quốc (OCC)              | 3               |